# Coppa Italia di Serie B 2022-2023 (calcio a 5)
La Coppa Italia di Serie B 2022-2023 è stata la 25ª edizione della manifestazione riservata alle formazioni di Serie B di calcio a 5. La competizione consisteva in due turni di qualificazione e in una Final Eight, svoltasi tra il 17 e il 19 marzo 2023 presso il PalaSavelli di Porto San Giorgio e vinta dall'OR Reggio Emilia.

## Formula
Partecipanova alla fase di qualificazione le squadre giunte tra il primo e il quarto posto nel proprio girone di Serie B al termine del girone d'andata.
La fase di qualificazione si svolgeva intra-girone e determinava le otto qualificate alla Final Eight.

## Date e programma
| Turno                      | Sorteggio    | Date                         |
| -------------------------- | ------------ | ---------------------------- |
| I turno di qualificazione  |              | 24 gennaio – 8 febbraio 2023 |
| II turno di qualificazione |              | 4 – 15 febbraio 2023         |
| Final Eight                | 9 marzo 2023 | 17 – 19 marzo 2023           |

## Squadre qualificate
Alla corrente edizione hanno partecipato le quattro squadre meglio classificate in ognuno degli otto gironi al termine del girone di andata.
| Girone A | Girone A       | Girone B | Girone B         | Girone C | Girone C         | Girone D | Girone D      | Girone E | Girone E       | Girone F | Girone F         | Girone G | Girone G                | Girone H | Girone H         |
| 1        | Avis Isola     | 1        | Maccan Prata     | 1        | OR Reggio Emilia | 1        | Recanati      | 1        | Cioli AV       | 1        | Academy Pescara  | 1        | Sammichele              | 1        | Lamezia          |
| 2        | Sestu          | 2        | Bissuola         | 2        | Bologna          | 2        | Russi         | 2        | Città di Anzio | 2        | Tombesi          | 2        | New Taranto             | 2        | PGS Luce         |
| 3        | MGM 2000       | 3        | Cornedo          | 3        | Sangiovannese    | 3        | Ternana       | 3        | Castel Fontana | 3        | Napoli Barrese   | 3        | Dream T. Palo del Colle | 3        | Città di Palermo |
| 4        | Videoton Crema | 4        | Olympia Rovereto | 4        | Atlante Grosseto | 4        | Futsal Ancona | 4        | Real Fabrica   | 4        | A.M.B. Frosinone | 4        | Diaz Bisceglie          | 4        | Mascalucia       |

## Fase di qualificazione

### Regolamento
Nel I turno di qualificazione le prime incontrano in casa le quarte dei propri gironi, così come le seconde giocano in casa contro le terze. Il II turno di qualificazione si svolge comunque intra-girone e in casa della squadra meglio classificata al termine del girone d'andata
Al termine delle partite risulterà qualificata la squadra che segnerà più reti; qualora si mantenga una situazione di parità al termine dei tempi regolamentari si procederebbe all'effettuazione di due tempi supplementari di 5'; qualora continuasse la situazione di parità si qualificherebbe la squadra meglio classificata al termine del girone d'andata.

### I turno di qualificazione
Il I turno di qualificazione si è svolto tra il 24 gennaio e l'8 febbraio.
| Squadra 1        | Risultato   | Squadra 2               |
| ---------------- | ----------- | ----------------------- |
| Avis Isola       | 6 - 3       | Videoton Crema          |
| Sestu            | 2 - 3       | MGM 2000                |
| Maccan Prata     | 3 - 4       | Olympia Rovereto        |
| Bissuola         | 5 - 4       | Cornedo                 |
| OR Reggio Emilia | 4 - 1       | Atlante Grosseto        |
| Bologna          | 3 - 2       | Sangiovannese           |
| Recanati         | 4 - 3       | Futsal Ancona           |
| Russi            | 5 - 2       | Ternana                 |
| Cioli AV         | 3 - 1       | Real Fabrica            |
| Città di Anzio   | 6 - 6 (dts) | Castel Fontana          |
| Academy Pescara  | 6 - 2       | A.M.B. Frosinone        |
| Tombesi          | 4 - 0       | Napoli Barrese          |
| Sammichele       | 4 - 3       | Diaz Bisceglie          |
| New Taranto      | 1 - 4       | Dream T. Palo del Colle |
| Lamezia          | 3 - 3 (dts) | Mascalucia              |
| PGS Luce         | 5 - 9       | Città di Palermo        |

### II turno di qualificazione
Il II turno di qualificazione si è svolto tra il 4 e il 15 febbraio.
| Squadra 1        | Risultato   | Squadra 2               |
| ---------------- | ----------- | ----------------------- |
| Avis Isola       | 7 - 9 (dts) | MGM 2000                |
| Bissuola         | 6 - 8 (dts) | Olympia Rovereto        |
| OR Reggio Emilia | 5 - 1       | Bologna                 |
| Recanati         | 7 - 2       | Russi                   |
| Cioli AV         | 8 - 2       | Città di Anzio          |
| Academy Pescara  | 5 - 6       | Tombesi                 |
| Sammichele       | 2 - 1       | Dream T. Palo del Colle |
| Lamezia          | 4 - 1       | Città di Palermo        |

## Final Eight
La Final Eight si è svolta tra il 17 e il 19 marzo 2023 presso il PalaSavelli di Porto San Giorgio. Il tabellone è stato sorteggiato il 9 marzo.
In caso di parità al termine delle gare dei quarti di finale si svolgevano i tiri di rigore. Nelle gare di semifinale e finale erano invece previsti anche due tempi supplementari da 5' l'uno.
| Girone A | Girone A | Girone B | Girone B         | Girone C | Girone C         | Girone D | Girone D | Girone E | Girone E | Girone F | Girone F | Girone G | Girone G   | Girone H | Girone H |
| 3        | MGM 2000 | 4        | Olympia Rovereto | 1        | OR Reggio Emilia | 1        | Recanati | 1        | Cioli AV | 2        | Tombesi  | 1        | Sammichele | 1        | Lamezia  |

### Tabellone
|  | Quarti di finale | Quarti di finale | Quarti di finale |                  |   | Semifinali | Semifinali | Semifinali |  |  | Finale | Finale | Finale |  |
|  |                  |                  |                  |                  |   |            |            |            |  |  |        |        |        |  |
|  | B                | Olympia Rovereto | 4                |                  |   |            |            |            |  |  |        |        |        |  |
|  | B                | Olympia Rovereto | 4                |                  |   |            |            |            |  |  |        |        |        |  |
|  | E                | Cioli AV         | 5                |                  |   |            |            |            |  |  |        |        |        |  |
|  | E                | Cioli AV         | 5                |                  | E | Cioli AV   | 3          |            |  |  |        |        |        |  |
|  |                  |                  |                  |                  | E | Cioli AV   | 3          |            |  |  |        |        |        |  |
|  |                  |                  | H                | Lamezia          | 1 |            |            |            |  |  |        |        |        |  |
|  | H                | Lamezia (dtr)    | H                | Lamezia          | 1 | 3 (4)      |            |            |  |  |        |        |        |  |
|  | H                | Lamezia (dtr)    |                  |                  |   |            |            |            |  |  |        |        |        |  |
|  | G                | Sammichele       | 3 (3)            |                  |   |            |            |            |  |  |        |        |        |  |
|  | G                | Sammichele       | 3 (3)            |                  | E | Cioli AV   | 2          |            |  |  |        |        |        |  |
|  |                  |                  |                  |                  |   |            |            |            |  |  |        |        |        |  |
|  |                  |                  |                  | OR Reggio Emilia | 6 |            |            |            |  |  |        |        |        |  |
|  | A                | MGM 2000         | 5                | OR Reggio Emilia | 6 |            |            |            |  |  |        |        |        |  |
|  | A                | MGM 2000         | 5                |                  |   |            |            |            |  |  |        |        |        |  |
|  | F                | Tombesi          | 3                |                  |   |            |            |            |  |  |        |        |        |  |
|  | F                | Tombesi          | 3                |                  | A | MGM 2000   | 1          |            |  |  |        |        |        |  |
|  |                  |                  |                  |                  | A | MGM 2000   | 1          |            |  |  |        |        |        |  |
|  |                  |                  | C                | OR Reggio Emilia | 3 |            |            |            |  |  |        |        |        |  |
|  | D                | Recanati         | C                | OR Reggio Emilia | 3 | 2          |            |            |  |  |        |        |        |  |
|  | D                | Recanati         |                  |                  |   |            |            |            |  |  |        |        |        |  |
|  | C                | OR Reggio Emilia | 4                |                  |   |            |            |            |  |  |        |        |        |  |

### Quarti di finale
| Arbitri: | Elio Simone (Napoli) Sergio Federico La Forgia (Molfetta) |
| Crono:   | Antonio Zinzi (Piacenza)                                  |

|                                                                                     |           |                                                                      |
| Frisenna 18'21'’ (t.l.) Monteyro 18'45'’ (t.l.) Moufakir 37'58'’ Bazzanella 39'54'’ | Marcatori | 5'46'’ Papú 9'44'’ Marino 28'53'’, 36'47'’ Vizonan 39'30'’ Bertolini |

| Arbitri: | Roberto Galasso (Aprilia) Michele Romeo (Roma 2) |
| Crono:   | Andrea Crescenzio (Aprilia)                      |

|                                                          |                      |                                                    |
| Ecelestini 7'56'’, 24'44'’ Caffarelli 25'17'’            | Marcatori            | 9'50'’ Davila 28'12'’ Telesca 33'05'’ Loschiavone  |
| Deodato Ecelestini Caminero Gagliardi Gerbasi Caffarelli | Tiri di rigore 4 – 3 | Davila Telesca Loschiavone Gonzalez Nitti Gumeniuk |

| Arbitri: | Amedeo Lacalamita (Bari) Cosimo Di Benedetto (Lamezia Terme) |
| Crono:   | Roberto Acella (Macerata)                                    |

|                                                                                |           |                                                 |
| Sabatelli 10'28'’ Di Maggio 23'59'’ Varietti 35'45'’, 38'20'’ Cattaneo 39'13'’ | Marcatori | 9'21'’ Iervolino 17'06'’ Romagnoli 22'23'’ Masi |

| Arbitri: | Stefano Prisco (Lecce) Marco Navarra (Carbonia) |
| Crono:   | Alberto Onesti (Pescara)                        |

|                                    |           |                                                                    |
| Sgolastra 1'09'’ Sabbatini 26'28'’ | Marcatori | 2'59'’ Ruggiero 11'34'’ Salvador 14'31'’ Arduini 17'58'’ Mazzariol |

### Semifinali
| Arbitri: | Liberato Schettino (Castellammare di Stabia) Antonella Manca (Sassari) |
| Crono:   | Simone Scifo (Firenze)                                                 |

|                                               |           |                    |
| Papú 20'45'’ Jony Franco 25'38'’ Popa 36'48'’ | Marcatori | 22'11'’ Ecelestini |

| Arbitri: | Alessandro Mella (Roma 1) Gianluigi Squilletti (Campobasso) |
| Crono:   | Alessio Billone (Nichelino)                                 |

|                  |           |                                            |
| Grazioli 17'09'’ | Marcatori | 21'47'’ Arduini 33'23'’, 36'30'’ Mazzariol |

### Finale
| Arbitri: | Matteo Ottaviani (Trieste) Davide Fonti (Caltanissetta) |
| Crono:   | Marilena Catanese (Barcellona Pozzo di Gotto)           |

| |            | |
| Popa 11'29'’ Vizonan 33'39'’ (t.l.)                                                                                   | Marcatori  | 5'27'’ F. Halitjaha 11'21'’, 28'28'’, 32'52'’ Ruggiero 34'33'’, 39'40'’ Mazzariol                                                             |
| · Tomaino · Quagliarini · Bertolini · Papú · Vizonan · Cioli · Aversa · Marino · Popa · Iacobucci · Teruya · Battisti | Formazioni | · Guennounna · Giardino · Arduini · Mazzariol · Ruggiero · Khelifa Obaid · Layco · Edinho · V. Halitjaha · Caffarri · F. Halitjaha · Aquilini |
| Rosinha | Allenatori | Adam Parutto |

## Classifica marcatori final eight
| Gol |  |  | Giocatore                 | Squadra          |
| --- |  |  | ------------------------- | ---------------- |
| 5   |  |  | João Paulo Mazzariol      | OR Reggio Emilia |
| 4   |  |  | Giuseppe Ruggiero         | OR Reggio Emilia |
| 3   |  |  | Lucas Vizonan             | Cioli AV         |
| 3   |  |  | Fabio Ecelestini          | Lamezia          |
| 2   |  |  | Joaquín Varietti Mendieta | MGM 2000         |
| 2   |  |  | Alessandro Arduini        | OR Reggio Emilia |